# Mario Bonotti
Mario Bonotti (Roma, ... – ...; fl. XX secolo) è stato un montatore italiano.

## Biografia
Mentre gran parte del suo lavoro fu nel cinema di genere popolare, curò anche diversi film neorealisti del dopoguerra come Il bandito (1946) e Senza pietà (1948). Ha recitato nel film del 1953, L'amore in città.

## Filmografia

### Cinema
- Camicia nera, regia di Giovacchino Forzano (1933)
- Villafranca, regia di Giovacchino Forzano (1933)
- Campo di maggio, regia di Giovacchino Forzano (1935)
- La signora di Montecarlo, regia di Mario Soldati (1938)
- Due milioni per un sorriso, regia di Mario Soldati e Carlo Borghesio (1939)
- Il peccato di Rogelia Sanchez (Santa Rogelia), regia di Carlo Borghesio e Roberto de Ribón (1939)
- Il cavaliere di Kruja, regia di Carlo Campogalliani (1940)
- Il ponte di vetro, regia di Goffredo Alessandrini (1940)
- La fanciulla di Portici, regia di Mario Bonnard (1940)
- Maddalena... zero in condotta, regia di Vittorio De Sica (1940)
- Teresa Venerdì, regia di Vittorio De Sica (1941)
- Buongiorno, Madrid! (Madrid de mis sueños), regia di Gian Maria Cominetti (1942)
- La guardia del corpo, regia di Carlo Ludovico Bragaglia (1942)
- La maestrina, regia di Giorgio Bianchi (1942)
- Musica proibita, regia di Carlo Campogalliani (1942)
- Se io fossi onesto, regia di Carlo Ludovico Bragaglia (1942)
- Un garibaldino al convento, regia di Vittorio De Sica (1942)
- Giacomo l'idealista, regia di Alberto Lattuada (1943)
- Gian Burrasca, regia di Sergio Tofano (1943)
- I bambini ci guardano, regia di Vittorio De Siga (1944)
- La porta del cielo, regia di Vittorio De Sica (1945)
- La resa di Titì, regia di Giorgio Bianchi (1945)
- L'ippocampo, regia di Gian Paolo Rosmino (1945)
- Il bandito, regia di Alberto Lattuada (1946)
- Il marito povero, regia di Gaetano Amata (1946)
- Il mondo vuole così, regia di Giorgio Bianchi (1946)
- Fuga in Francia, regia di Mario Soldati (1948)
- Il mulino del Po, regia di Alberto Lattuada (1948)
- Senza pietà, regia di Alberto Lattuada (1948)
- Maracatumba... ma non è una rumba, regia di Edmondo Lozzi (1949)
- È arrivato il cavaliere, regia di Steno e Mario Monicelli (1950)
- Luci del varietà, regia di Alberto Lattuada e Federico Fellini (1950)
- Vita da cani, regia di Steno e Mario Monicelli (1950)
- Benvenuto reverendo!, regia di Aldo Fabrizi (1950)
- Bellezze a Capri, regia di Adelchi Bianchi (1951)
- La famiglia Passaguai, regia di Aldo Fabrizi (1951)
- Gli 11 moschettieri, regia di Ennio De Concini e Fausto Saraceni (1952)
- La donna che inventò l'amore, regia di Ferruccio Cerio (1952)
- Totò a colori, regia di Steno (1952)
- Sensualità, regia di Clemente Fracassi (1952)
- Tripoli, bel suol d'amore, regia di Ferruccio Cerio (1952)
- L'amore in città, regia di Michelangelo Antonioni, Federico Fellini, Alberto Lattuada, Carlo Lizzani, Francesco Maselli, Dino Risi e Cesare Zavattini (1953)
- Aida, regia di Clemente Fracassi (1953)
- Se vincessi cento milioni, regia di Carlo Campogalliani e Carlo Moscovini (1953)
- Il sacco di Roma, regia di Ferruccio Cerio (1953)
- La figlia del forzato, regia di Gaetano Amata (1953)
- Gioventù alla sbarra, regia di Ferruccio Cerio (1953)
- Baracca e burattini, regia di Sergio Corbucci (1954)
- Due lacrime, regia di Giuseppe Vari (1954)
- Madonna delle rose, regia di Enzo Di Gianni (1954)
- Le ragazze di San Frediano, regia di Valerio Zurlini (1955)
- I quattro del getto tonante, regia di Fernando Cerchio (1955)
- Andrea Chénier, regia di Clemente Fracassi (1955)
- Vendicata!, regia di Giuseppe Vari (1955)
- La canzone più bella, regia di Ottorino Franco Bertolini (1957)
- Mattino di primavera, regia di Giacinto Solito (1957)
- Il ricatto di un padre, regia di Giuseppe Vari (1957)
- Addio sogni di gloria, regia di Giuseppe Vari (1957)
- Cacciatori di dote, regia di Mario Amendola (1961)
- La città prigioniera, regia di Joseph Anthony (1962)
- Divorzio alla siciliana, regia di Enzo Di Gianni (1963)

### Televisione
- Le inchieste del commissario Maigret - serie TV, 3 episodi (1968)